# Darunavir
Darunavir (nome comercial: Prezista, previamente denominado TMC114) em associação com baixa dose de ritonavir e outros agentes antirretrovirais, é indicado para o tratamento do vírus da imunodeficiência humana (HIV), causador da AIDS, e pertence à classe dos inibidores de protease, de segunda geração. Ele atua inibindo a protease do vírus da AIDS, prevenindo a formação de partículas virais infectantes maduras. 
É desenvolvido pela companhia farmacêutica Janssen-Cilag, e é nomeado em honra de Arun K. Ghosh, o químico que descobriu a molécula, na Universidade de Illinois (Chicago). Foi aprovado para uso pela Food and Drug Administration (FDA) a 23 de Junho de 2006 e registrado no Brasil em 21 de maio de 2007.
Devido à sua comprovada eficácia como droga de resgate e ao seu alto custo, o DRV está sendo considerado pelo Comitê Assessor em Terapia Anti-retroviral em Adultos e Adolescentes do Ministério da Saúde brasileiro como uma droga reservada para casos de multirresistência. É essencial evitar a monoterapia funcional, isto é, seu uso sem acompanhamento de outra droga ativa.

## Propriedades Físico-químicas
O Darunavir é um fármaco que apresenta, log P 3,94 + 0,57, e apresenta peso molecular de 593,73 g/mol, além de apresentar solubilidade em água de 0,15 mg/mL a 20° C.
Também apresenta pseudopolimorfismo, que são fases cristalinas formadas quando moléculas de solvente estão presentes na rede cristalina, algumas questões estão relacionadas ao seu comportamento polimórfico, como a influência das condições climáticas sobre sua forma polimórfica e sua solubilidade, é importante, principalmente, pelo fato do Prezista ser comercializado no mundo inteiro, e dessa forma estar exposto a climas e condições completamente diferentes.

## Propriedades Farmacodinâmicas
O fármaco Darunavir (DRV), indicado para tratamento do vírus HIV, pertence à classe dos inibidores de protease e é um dos medicamentos disponíveis desde 2008 para o tratamento realizado pelo Ministério da Saúde.
Em 2021, foram publicadas as normas de utilização do Darunavir de nova apresentação, referente a 800mg. Nota Informativa Nº 5/2021, pelo Departamento de Doenças de Condições Crônicas e Infecções Sexualmente Transmissíveis da Secretaria de Vigilância em Saúde (DCCI/SVS).
Ressalta-se na publicação da nota o uso do antirretroviral Darunavir em associação a 100mg de ritonavir (RTV).
O Darunavir é um princípio ativo que age impedindo maturações de partículas virais após o ciclo de replicação do HIV. Com isso, o DRV se comporta como um inibidor da dimerização e também, da atividade catalítica da protease do vírus HIV. Além disso, a HIV protease tem como função processar as poliproteínas gag e gag-pol, levando a produção de proteínas estruturais e também funcionais do vírus. Diante disso, a utilização de inibidores de protease como, por exemplo, o medicamento antirretroviral Darunavir, apresentam a incapacidade das partículas virais formadas de se replicarem, produzindo assim apenas vírus não infectados.
Então, os estudos desses antirretrovirais apresentam uma possibilidade de que os inibidores de protease podem prevenir formação de vírus não infecciosos através de linfócitos T infectados, resultando em um efeito terapêutico e antiviral que são aparentemente significativos.

## Propriedades ADMET
De acordo com a Agência Europeia de Medicamentos, foi avaliado as propriedades farmacocinéticas do darunavir, coadministrado com cobicistato ou ritonavir, em voluntários saudáveis adultos e em doentes infetados por VIH-1. A exposição ao darunavir foi maior nos doentes infetados por VIH-1 do que em indivíduos saudáveis.
O aumento da exposição ao darunavir em doentes infetados por VIH-1 comparativamente com indivíduos saudáveis poderá ser explicado pela presença de concentrações mais elevadas da 1 glicoproteína ácida (AGPA) em doentes com infeção por VIH-1, resultando numa maior ligação do darunavir à AAG plasmática, e consequentemente, em maiores concentrações plasmáticas.
O Darunavir é metabolizado principalmente pelo CYP3A. O cobicistato e o ritonavir inibem o CYP3A, aumentando, assim, consideravelmente, as concentrações plasmáticas do Darunavir.

### Absorção
O darunavir foi rapidamente absorvido após administração oral. A concentração plasmática máxima de darunavir, na presença de uma dose baixa de ritonavir, é geralmente atingida no período de 2,5-4,0 horas. A biodisponibilidade oral absoluta de uma dose única de 600 mg de darunavir isoladamente foi de aproximadamente 37%, aumentando para cerca de 82% na presença de 100 mg, duas vezes por dia, de ritonavir.
O efeito de potenciação global da farmacocinética pelo ritonavir traduziu-se por um aumento de cerca de 14 vezes na exposição sistémica ao darunavir quando se administrou por via oral uma dose única de 600 mg de darunavir, em associação com ritonavir numa dose de 100 mg, duas vezes por dia. Quando administrado sem alimentos, a biodisponibilidade relativa do darunavir em presença de cobicistato ou uma dose baixa de ritonavir é inferior à registrada quando o fármaco é administrado com alimentos. 
Consequentemente, o medicamento deve ser tomado com cobicistato ou ritonavir juntamente à alimentos. O tipo de alimentos não afeta a exposição ao darunavir. 

### Distribuição
A ligação do darunavir às proteínas plasmáticas é de aproximadamente 95%. O darunavir liga-se principalmente à á1 glicoproteína ácida plasmática. Após administração intravenosa, o volume de distribuição de darunavir isolado foi de 88,1 ± 59,0 l (média±DP) e aumentou para 131 ± 49,9 l (média ±DP), na presença de 100 mg de ritonavir, administrado duas vezes ao dia.

### Biotransformação
As experiências in vitro com microssomas hepáticos humanos (HLMs) indicam que o darunavir sofre principalmente metabolismo oxidativo. O darunavir é amplamente metabolizado pelo sistema CYP hepático e quase exclusivamente pela isoenzima CYP3A4. Um ensaio realizado com 14C-darunavir em voluntários saudáveis revelou que a maioria da radioatividade presente no plasma após uma dose única de 400/100 mg de darunavir com ritonavir foi devida ao fármaco original. Foram identificados pelo menos 3 metabolitos oxidativos de darunavir no homem; todos estes metabólitos revelaram uma atividade pelo menos 10 vezes inferior à atividade do darunavir contra o VIH de tipo selvagem.

### Eliminação
Após a administração de uma dose de 400/100 mg de 14C-darunavir com ritonavir, foram recuperados nas fezes e urina, respectivamente, cerca de 79,5% e 13,9% da dose de 14C- darunavir administrada. O darunavir inalterado correspondeu a cerca de 41,2% e 7,7% da dose administrada, detectada nas fezes e na urina, respectivamente. A semivida de eliminação terminal do darunavir foi de aproximadamente 15 horas quando associado ao ritonavir. A depuração intravenosa do darunavir isoladamente (150 mg) e em presença de uma dose baixa de ritonavir foi de 32,8 l/h e 5,9 l/h, respetivamente.

### Compromisso hepático
O darunavir é essencialmente metabolizado e eliminado pelo fígado. Num estudo de dose múltipla com PREZISTA, administrado em associação com ritonavir (600/100 mg) duas vezes ao dia, foi demonstrado que as concentrações plasmáticas totais de darunavir, em indivíduos com compromisso hepático ligeiro (Classe A de Child-Pugh, n=8) e moderado (Classe B de Child-Pugh, n=8), foram comparáveis com os parâmetros de indivíduos saudáveis. No entanto, as concentrações de darunavir não ligado foram aproximadamente 55% (Classe A de Child-Pugh) e 100% (Classe B de Child-Pugh) mais elevadas, respetivamente. Desconhece-se a importância clínica deste aumento, portanto, deve utilizar-se PREZISTA com cuidado em tais doentes. O efeito do compromisso hepático grave na farmacocinética do darunavir não foi estudado. [3]

### População pediátrica
A farmacocinética de darunavir em associação com ritonavir administrado duas vezes por dia em 74 doentes pediátricos sujeitos previamente a TAR, com idades entre os 6 e os 17 anos e com pelo menos 20 kg de peso corporal demonstrou que as doses administradas de PREZISTA/ritonavir com base no peso corporal resultaram em exposições a darunavir comparáveis às observadas em adultos com as doses de PREZISTA/ritonavir 600/100mg 2x/dia. 

## Síntese do Darunavir
A síntese de darunavir foi proposta pelo Professor Arun K. Ghosh e seus colegas na Universidade de Illinois, Chicago. 

##### Sua síntese consiste em
I. Na reação da isobutilamina com (2S,3S)-1,2-epoxi-3-amino-4-fenilbutano protegido;
II. Seguido pela reação com cloreto de p-nitrobenzenossulfonil na presença da base para obter N-((2R, 3S)-3-amino-2-hidroxi-4-fenilbutil)-/V-isobutil-4-nitro-benzenossulfonamida protegida;
III. Redução e hidrólise do composto formado;
IV. E por último, o acoplamento do composto com o derivado (3R, 3aS, 6aR) -hexahidrofuro [2,3-6] furan-3-ol para obter darunavir.

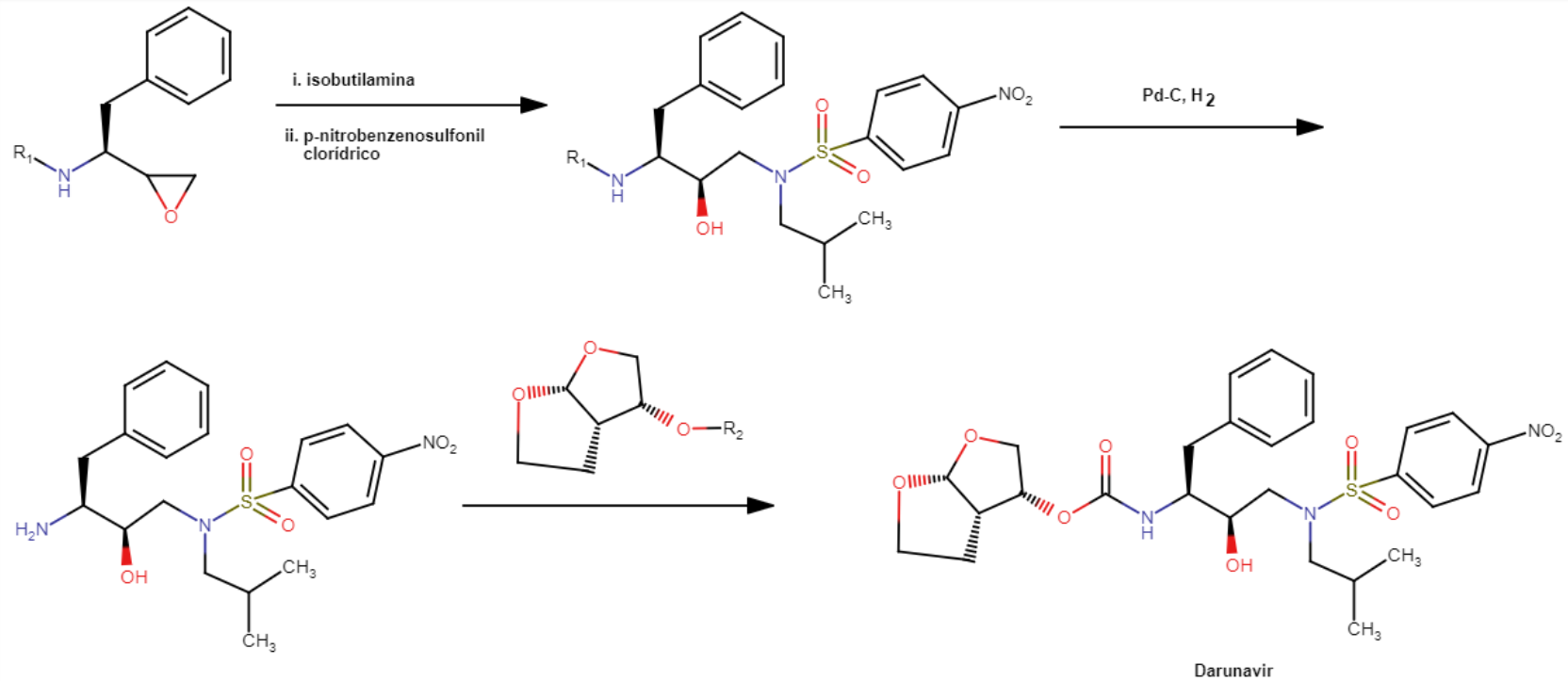
Síntese Darunavir

## Conclusão
Devido à sua menor toxicidade e um melhor perfil de resistência em comparação com outros inibidores da protease, o Darunavir foi considerado como um fármaco significativo para o tratamento do HIV, sendo também disponibilizado gratuitamente pelo Sistema Único de Saúde (SUS), seu perfil de liberação é importante por ter baixa solubilidade aquosa, que acaba tendo seu perfil de absorção regulado quando administrado juntamente com o ritonavir, onde tal coadministração pode resultar em uma significativa inibição da hidrólise do carbamato, da hidroxilação alifática isobutil e da hidroxilação aromática e anilínica. portanto o darunavir deve ser coadministrado com doses baixas de ritonavir duas vezes ao dia por via oral e com alimentos, para obter melhores resultados.
Apesar de sofrer mudanças polimórficas, o frasco composto por polietileno de alta densidade, tem se mostrado capaz de proteger essas mudanças até o momento, os comprimidos são mantidos em seu recipiente e permanecem com a estrutura do cristal sem alteração.
Com isso, pode-se afirmar que desafios terapêuticos e a eficácia dos produtos utilizados são de grande relevância, com o intuito de realizar um tratamento contínuo contra HIV, e aumentar assim a expectativa de vida e também a qualidade de vida dos indivíduos acometidos por este vírus, sem esquecer de que a busca pela cura continua sendo uma conquista de longo prazo.